# أنطونيو كارباخال
أنطونيو كارباخال (بالإسبانية: Antonio Carbajal) لاعب كرة قدم مكسيكي ولد في 7 يونيو 1929 في مكسيكو سيتي، يعتبر أكثر لاعب تواجد في كاس العالم من حيث عدد مرات المشاركة حيث شارك في 5 نهائيات متتالية من 1950 حتى 1966 وكان آخر لقاء له امام الأورغواي صيف 1966.

## وصلات خارجية
- أنطونيو كارباخال على موقع الاتحاد الدولي (مؤرشف)  (الإنجليزية)
- أنطونيو كارباخال على موقع قاعدة بيانات كرة القدم.إي يو (الإنجليزية)
- أنطونيو كارباخال على موقع ناشيونال فوتبول تيمز (الإنجليزية)
- أنطونيو كارباخال على موقع أوليمبيديا (الإنجليزية)